# Combinado nórdico nos Jogos Olímpicos de Inverno de 1964
O combinado nórdico nos Jogos Olímpicos de Inverno de 1964 consistiu de um único evento disputado por homens em Innsbruck, na Áustria. O evento realizou-se no dia 3 de fevereiro de 1964.

## Medalhistas
| Ouro   | NOR Tormod Knutsen   |
| Prata  | URS Nikolay Kiselyov |
| Bronze | EUA Georg Thoma      |

## Resultados
| Posição           | Atleta                    | Pontos |
| ----------------- | ------------------------- | ------ |
| Medalha de ouro   | NOR Tormod Knutsen        | 469,28 |
| Medalha de prata  | URS Nikolay Kiselyov      | 453,04 |
| Medalha de bronze | EUA Georg Thoma           | 452,88 |
| 4                 | URS Nikolay Gusakov       | 449,36 |
| 5                 | NOR Arne Larsen           | 430,63 |
| 6                 | NOR Arne Barhaugen        | 425,63 |
| 7                 | URS Vyacheslav Dryagin    | 422,75 |
| 8                 | ITA Ezio Damolin          | 419,54 |
| 9                 | EUA Rainer Dietel         | 417,14 |
| 10                | AUT Willi Köstinger       | 413,68 |
| 11                | NOR Bjørn Wirkola         | 413,54 |
| 12                | SUI Alois Kälin           | 413,23 |
| 13                | TCH Štefan Olekšák        | 409,78 |
| 14                | POL Erwin Fiedor          | 406,16 |
| 15                | USA John Bower            | 403,76 |
| 16                | EUA Roland Weißpflog      | 401,71 |
| 17                | EUA Horst Möhwald         | 396,18 |
| 18                | ITA Enzo Perin            | 391,82 |
| 19                | AUT Waldemar Heigenhauser | 378,72 |
| 20                | JPN Takashi Fujisawa      | 375,22 |
| 21                | TCH Josef Kutheil         | 370,36 |
| 22                | FIN Erkki Luiro           | 369,50 |
| 23                | FIN Raimo Majuri          | 368,22 |
| 24                | TCH Miloslav Švaříček     | 358,88 |
| 25                | FIN Esa Klinga            | 352,59 |
| 26                | FIN Raimo Partanen        | 348,38 |
| 27                | USA Jim Shea, Sr.         | 346,76 |
| 28                | AUT Leopold Kohl          | 341,86 |
| 29                | AUT Franz Scherübl        | 338,60 |
| 30                | JPN Eiichi Tanaka         | 337,50 |
| 31                | JPN Akemi Taniguchi       | 291,51 |
| -                 | USA James Page            | DNF    |

- Legenda: DNF = Não completou a prova (Did not finish)